# فانتین آردوئن
فانتین آردوئن (فرانسوی: Fantine Harduin‎؛ زادهٔ ۲۳ ژانویهٔ ۲۰۰۵) هنرپیشه اهل بلژیک است. وی از سال ۲۰۱۴ میلادی تاکنون مشغول فعالیت بوده‌است.